# Südkoreanisches Fußball-Ligen-System
Das südkoreanische Fußball-Ligen-System besteht aus zwei Profiligen (K League 1 und K League 2), zwei semiprofessionellen Ligen (K3 League und K4 League) sowie dem Amateurbereich (K5 League und tiefer).

## Geschichte
Die erste südkoreanische Fußball-Liga war die Korea Halbprofi-Fußball-Liga. Sie bestand aus Mannschaften, die von Firmen finanziert wurden. Häufig spielten Mitarbeiter aus den Firmen in diesen Mannschaften. Da der Wunsch nach einer Professionellen Liga in Südkorea laut wurde, entschloss man sich, eine Profi-Fußball-Liga zu gründen, die K League. Die K League wurde ab 1983 die höchste Spielklasse Südkoreas. Ab 1983 war die Korea Halbprofi-Fußball-Liga nur noch die zweithöchste Liga in Südkorea. 2002 wurde sie aufgelöst und durch die Korea National League ersetzt. Die Korea National League übernahm die Funktion der Korea Halbprofi-Fußball-Liga und wurde ebenfalls eine Halbprofi-Liga. Die Liga organisiert einen eigenen Ligapokal. 2007 wurde die K3 League eingeführt. Die K3 League organisierte zwischenzeitlich, wie die Korea National League einen eigenen Ligenpokal.
| Saison    | Stufe 1                                 | Stufe 2                                 | Stufe 3                        | Stufe 4           | Stufe 5         | Stufe 6           | Stufe 7           | Stufe 8               |
| --------- | --------------------------------------- | --------------------------------------- | ------------------------------ | ----------------- | --------------- | ----------------- | ----------------- | --------------------- |
| 1964–1982 | Korea Semi-Professional Football League |                                         |                                |                   |                 |                   |                   |                       |
| 1983–2002 | K League                                | Korea Semi-Professional Football League |                                |                   |                 |                   |                   |                       |
| 2003–2006 | K League                                | Korea National League                   |                                |                   |                 |                   |                   |                       |
| 2007–2012 | K League                                | Korea National League                   | K3 League / Challengers League |                   |                 |                   |                   |                       |
| 2013–2016 | K League Classic                        | K League Challenge                      | Korea National League          | K3 League         |                 |                   |                   |                       |
| 2017      | K League Classic                        | K League Challenge                      | Korea National League          | K3 League Advance | K3 League Basic | Division 7-League |                   |                       |
| 2018      | K League 1                              | K League 2                              | Korea National League          | K3 League Advance | K3 League Basic | Division 6-League | Division 7-League |                       |
| 2019      | K League 1                              | K League 2                              | Korea National League          | K3 League Advance | K3 League Basic | K5 League         | K6 League         | K7 League             |
| 2020–     | K League 1                              | K League 2                              | K3 League                      | K4 League         | K5 League       | K6 League         | K7 League         | Regionale Wettbewerbe |

## Aktuelle Ligapyramide
| Ebene                           | Spielklasse |
| ------------------------------- | --- |
| 1                               | K League 1 12 Mannschaften Platz 11: Relegation Platz 12: Absteiger                                                                 |
| 2                               | K League 2 13 Mannschaften Platz 1: Aufsteiger Platz 2-4: Play-Offs (Gewinner der Play-Offs geht in Relegation) Platz 13: Absteiger |
| 3                               | K3 League 16 Mannschaften Platz 1: Aufsteiger Platz 14: Relegation Platz 15 & 16: Absteiger                                         |
| 4                               | K4 League 17 Mannschaften Platz 1 & 2: Aufsteiger Platz 3-4: Play-Offs (Gewinner der Play-Offs geht in Relegation)                  |
| Spielbetrieb der Landesverbände | |
| 5                               | K5 League 67 Mannschaften in 11 Staffeln unterteilt Aufstieg Abstieg                                                                |
| 6                               | K6 League 190 Mannschaften in 30 Staffeln unterteilt Aufstieg Abstieg                                                               |
| 7                               | K7 League 1002 Mannschaften in 164 Staffeln unterteilt Aufstieg                                                                     |

## Weitere Ligen
Neben diesen Ligasystem gibt es noch viele Amateur-, Universitäts- und Jugendligen. Die Jugendligen sind in verschiedene Schulligen eingeteilt, die eine eigene Liga organisieren. Seit 2008 gibt es die U-League, die speziell für die Universitäten gegründet wurde. Außerdem besteht eine Reserve-Liga, die R-League.

## Südkoreanische Pokal-Wettbewerbe

### Korean FA Cup
Alle Vereine aus den ersten vier Spielklassen qualifizieren sich automatisch für den Korean FA Cup jedes Jahr. Die Universitätsvereine, die sich für die K.O.-Runde in ihrer Liga qualifizieren, qualifizieren sich automatisch für den Korean FA Cup. Der Gewinner des Pokals qualifiziert sich automatisch für die AFC Champions League. Den Korean FA Cup gab es schon zwischenzeitlich seit 1921 unter den Namen All Korea Football Tournament. Zwischenzeitlich wurde er nicht durchgeführt. Der Pokal wurde unter den Namen Korean FA Cup im Jahr 1996 wieder durchgeführt.

### Südkoreanischer Ligapokal
Der Südkoreanische Ligapokal war ein Ligen-Pokal der höchsten Spielliga Südkoreas. Er wurde 1992 eingeführt und bis 2012 nahezu durchgängig jedes Jahr durchgeführt. Nur 2003 wurde einmal nicht durchgeführt.

### Südkoreanischer Fußball-Supercup
Der Südkoreanische Fußball-Supercup war ein Pokal, der zwischen den Meister der K League und den Korean-FA-Cup-Gewinner durchgeführt wurde. Er wurde 1999 zum ersten Mal durchgeführt. Der Pokal wurde wie der Südkoreanische Ligapokal nur 2003 einmal nicht durchgeführt. 2006 wurde er zuletzt durchgeführt.

### Korea-National-League-Pokal
Der Korea-National-League-Pokal wurde von der Korea National League gegründet und dient für ihre Vereine. Zum ersten Mal wurde er 2004 durchgeführt und wird seitdem jedes Jahr durchgeführt.

### Challengers Cup
Der Challenger Cup war ein Pokal der von der K3 League organisiert wurde für ihre Vereine. Zum ersten Mal wurde der Cup 2011 durchgeführt.

## Strukturreformen

### Strukturreform 2020
Im Dezember 2015 veröffentlichte die KFA die Strukturpläne für 2020. In den Plänen sind folgende Reformen enthalten:
- 1. Die Korea National League wird aufgelöst und die K3 League wird 2020 zur Halbprofiliga umstrukturiert. Die beiden K3 Ligen (Advance und Basic) bilden die beiden neuen Halbprofiligen.
- 2. Aufstieg- und Abstieg zwischen der K League und der K3 League sollen eingeführt werden.
- 3. Es sollen neue Amateurligen in das Ligasystem integriert werden (K5 League: Regionalliga (2019 gegründet); K6 League: Verbandsliga (2018 gegründet); K7 League: Stadtliga (2017 gegründet)).
- 4. In die neuen Ligen sollen Vereine integriert werden. Geplant sind dafür mehr als 1.000 Mannschaften in insgesamt 7 Ligen.
- 5. Landesverbände sollen gegründet werden, die die einzelnen Provinz- und Regionalligen organisieren. Zudem sollen die Landesverbände, Landespokale-Wettbewerbe organisieren
- 6. Sportliche Auf- und Abstiege sollen eingeführt werden. Demnach könnte jeder Verein der 7. Liga bis in die 1. Liga aufsteigen.